# Limousine (hippomobile)
Pour les articles homonymes, voir Limousine.
Une limousine est une voiture hippomobile originaire, comme son nom l'indique, de la région du Limousin.
C'est une charrette à deux roues, tirée par un cheval, à caisse fermée avec deux banquettes dans le sens de la marche. La limousine était le type même de la voiture de livraison pour les artisans, tels les boulangers, les laitiers, etc.,
Le nom de limousine a été donné par la suite à un type de carrosserie automobile comportant trois glaces latérales (de chaque côté), puis par extension à de grandes voitures de luxe et actuellement à des carrosseries (limo) de longueurs démesurées.
Le musée des hippomobiles de Chantilly (France) présente une berline (voiture avec 2 chevaux) qui était utilisée dans la région de Berlin et une limousine (voiture avec 4 chevaux) qui était utilisée dans la région de Limoges.